# Orange 9mm
Gli Orange 9mm sono stati un gruppo musicale alternative metal/post-hardcore di New York formato nel 1994 da Chaka Malik e Chris Traynor dopo lo scioglimento del gruppo di Malik, i Burn.

## Formazione

### Ultima formazione
- Chaka Malik - voce
- Taylor McLam - chitarra
- Dan Spellman - chitarra
- Greg Bass - basso
- Matthew Gross - batteria

### Ex componenti
- Larry Gorman - batteria
- Eric Rice - basso
- Chris Traynor - chitarra
- Davide Gentile - basso
- Chris Vitali - basso
- Alex Bongiorno - chitarra
- Daniele Iacomini - basso

## Discografia

### Album in studio
- 1995 - Driver Not Included
- 1996 - Tragic
- 1999 - Pretend I'm Human

### EP
- 1994 - Orange 9mm
- 1998 - Ultraman Vs. Godzilla